# Panagiotis Kalkos
Panagiotis „Panagis“ Kalkos (griechisch Παναγιώτης „Παναγής“ Κάλκος, * 1810 in Athen; † 1878 ebenda) war ein griechischer Architekt des Klassizismus. 

## Leben und Werk
Während seine zeitgenössischen Kollegen in Deutschland studiert hatten oder gar von dort stammten, ist über den Werdegang von Kalkos wenig bekannt. 
Das Nationalmuseum wurde von Ludwig Lange begonnen. Theophil Hansen lehnte eine Betreuung der Fertigstellung ab und verwies auf gestalterische Mängel. Panagiotis Kalkos führte die Arbeiten fort und erreichte mit einer Vereinfachung des Baus wesentliche Einsparungen.
Kalkos war gleichzeitig auch für die archäologische Behörde tätig, für die er archäologische Wiederaufbaumaßnahmen auf der Akropolis von Athen leitete.
Auch der Bau des Rathauses litt unter einem Kostendruck: Kalkos ließ das Erdgeschoss zu Ladengeschäften als Einnahmequelle ausführen, ferner wurde das letzte Geschoss nur geplant, zunächst aber nicht ausgeführt. Später wurden die Läden in Büros umgewandelt und das Gebäude nach seinem Plan aufgestockt.
Er war maßgeblich an der Planung zahlreicher öffentlicher Gebäude beteiligt. Die Formensprache seiner Bauten folgt einem aufgelockerten Klassizismus, der in beschränktem Maß auch Formen anderer Stile integriert. Ihm gelang beim Nationalmuseum und beim Parlament eine kostengünstige Fertigstellung der Bauten.

## Projekte
- 1855–1858 Waisenhaus (zeitweise Gebäude der Kommunalen Galerie)
- 1857–1859 Lyzeum Varvakis (Βαρβάκειο)
- ab 1874 Fertigstellung des Nationalmuseums[1]
- Erstes Akropolismuseum (in den 1920er Jahren durch einen Neubau ersetzt)
- Athener Rathaus

## Belege
1. ↑  Εθνικό Αρχαιολογικό Μουσείο (griechisch)

| Personendaten    | Personendaten                   |
| ---------------- | ------------------------------- |
| NAME             | Kalkos, Panagiotis              |
| ALTERNATIVNAMEN  | Κάλκος, Παναγιώτης (griechisch) |
| KURZBESCHREIBUNG | griechischer Architekt          |
| GEBURTSDATUM     | 1810                            |
| GEBURTSORT       | Athen                           |
| STERBEDATUM      | 1878                            |
| STERBEORT        | Athen                           |